# Le Trésor des Benevent
 (novembre 2023).
Si vous disposez d'ouvrages ou d'articles de référence ou si vous connaissez des sites web de qualité traitant du thème abordé ici, merci de compléter l'article en donnant les références utiles à sa vérifiabilité et en les liant à la section « Notes et références ».
Le Trésor des Benevent (The Benevent Treasure) est un roman policier écrit par l'écrivaine britannique Patricia Wentworth en 1953. Il est paru en France aux éditions 10/18 le 4 juillet 1996 dans la collection Grands détectives.
Il a été traduit de l'anglais par Roxane Azimi.

## Résumé
Candida Sayle, qui n'a plus d’endroit où vivre depuis le décès de sa tante, accepte l'invitation de ses deux grand-tantes, Cara et Olivia Benevent. Mais l'invitation prend une étrange teinte quand elle apprend la malédiction qui touche ceux qui veulent toucher à l'héritage familial, le trésor des Benevent. Quand Candida retrouve le jeune architecte Stephen Eversley, il s’inquiète pour sa sécurité et demande à Miss Silver d'enquêter.